# ملاخي مكورت
ملاخي مكورت (بالإنجليزية: Malachy McCourt)‏ هو كاتب وسياسي وممثل أمريكي، ولد في 20 سبتمبر 1931 بنيويورك في الولايات المتحدة.

## وصلات خارجية
- ملاخي مكورت على موقع IMDb (الإنجليزية)
- ملاخي مكورت على موقع ميتاكريتيك (الإنجليزية)
- ملاخي مكورت على موقع روتن توميتوز (الإنجليزية)
- ملاخي مكورت على موقع ألو سيني (الفرنسية)
- ملاخي مكورت على موقع أول موفي (الإنجليزية)
- ملاخي مكورت على موقع قاعدة بيانات الأفلام السويدية (السويدية)
- ملاخي مكورت على موقع إن إن دي بي (الإنجليزية)
- ملاخي مكورت على موقع ديسكوغز (الإنجليزية)
- ملاخي مكورت على موقع قاعدة بيانات الفيلم (الإنجليزية)
- ملاخي مكورت على موقع كينوبويسك (الروسية)